# Prawo o szkolnictwie wyższym
Ustawa z dnia 27 lipca 2005 r. Prawo o szkolnictwie wyższym – polska ustawa regulująca w latach 2005–2018 kwestie prawne związane ze szkolnictwem wyższym. Ustawa zastąpiła w momencie wejścia w życie 1 września 2005 roku ustawę z dnia 12 września 1990 r. o szkolnictwie wyższym, ustawę z dnia 31 marca 1965 r. o wyższym szkolnictwie wojskowym i ustawę z dnia 26 czerwca 1997 r. o wyższych szkołach zawodowych. 1 października 2018 roku ustawę zastąpiła ustawa z dnia 20 lipca 2018 r. Prawo o szkolnictwie wyższym i nauce, a przepis uchylający dotychczasowe Prawo o szkolnictwie wyższym zawiera art. 169 ustawy z dnia 3 lipca 2018 r. – Przepisy wprowadzające ustawę – Prawo o szkolnictwie wyższym i nauce.

## Zakres regulacji
Ustawa ta określała:
- zasady organizacji i działania szkół wyższych, w tym organizację studiów, autonomię szkół wyższych
- tryb tworzenia i likwidacji szkół wyższych
- kompetencje i obowiązki nauczycieli akademickich i innych pracowników uczelni
- prawa i obowiązki studentów i doktorantów
- uprawnienia Polskiej Komisji Akredytacyjnej i Rady Głównej Nauki i Szkolnictwa Wyższego.

## Tworzenie prawa szkolnictwa wyższego
Przez tworzenie prawa należy rozumieć proces legislacyjnego powstawania aktu normatywnego. W procesie tworzenia prawa z zakresu szkolnictwa wyższego uczestniczą różne organy państwowe i państwowe jednostki organizacyjne. Na proces ten oddziaływają przekształcenia polityczno-ustrojowe, widoczny jest również wpływ uwarunkowań ekonomicznych, finansowych oraz demograficznych, a także politycznego zobowiązania do konsolidacji Europejskiego Obszaru Szkolnictwa Wyższego określonego w Deklaracji Bolońskiej.

## Stosowanie prawa szkolnictwa wyższego
Stosowanie prawa z zakresu szkolnictwa wyższego ma miejsce w dwóch typach decyzyjnych: administracyjnym (administracyjno-kierowniczym) oraz sądowym. Oznacza to, że od strony podmiotowej, „dokonywane jest ono zarówno przez podejmowanie decyzji przez organy administracji publicznej, jak i przez orzekanie mające za przedmiot kontrolę sądową decyzji administracyjnej i postępowania prowadzącego do jej wydania, dokonywaną przez sądy administracyjne (działające jako sądy I instancji oraz jako Naczelny Sąd Administracyjny) oraz inne sądy w zakresie odnoszenia się przez nie do decyzji administracyjnych”.

## Nowelizacje
Ustawę znowelizowano wielokrotnie. Ostatnia zmiana weszła w życie 2018 roku.

## Kontrowersje
9 października 2005 roku ukazał się na łamach tygodnika „Wprost” artykuł pt. „Ostatni dołek” autorstwa Aleksandra Pińskiego i Jana Pińskiego poświęcony niektórym przepisom ustawy. Według autorów artykułu ustawa zawierała przepis mówiący, iż grunty należące do Skarbu Państwa, a pozostające w użytkowaniu wieczystym uczelni państwowych, stają się ich własnością. Przepis ten, zdaniem autorów, miał pozbawić gminy prawa pierwokupu przy sprzedaży przez szkoły wyższe należącej do nich ziemi, przez co stracić miało państwo i podatnicy. Ów przepis miał przyczynić się – według autorów artykułu – do podpisania 29 sierpnia 2005 roku umowy pomiędzy Szkołą Główną Gospodarstwa Wiejskiego a grupą inwestorów, m.in. z ówczesnym posłem do Parlamentu Europejskiego z ramienia Socjaldemokracji Polskiej Dariuszem Rosatim, ówczesnym prezesem Elektrimu i Polskiego Komitetu Olimpijskiego Piotrem Nurowskim, biznesmenem Włodzimierzem Jurkowskim, byłą wiceminister finansów w rządach Waldemara Pawlaka i Józefa Oleksego Elżbietą Chojną-Duch, jej mężem, ówczesnym prezesem Budimexu, Markiem Michałowskim, oraz z właścicielem firmy Land-Invest Wojciechem Długoszem na wieczyste użytkowanie ziemi w Konstancinie o powierzchni 87 ha z przeznaczeniem na budowę pola golfowego. Ówczesny prezydent RP Aleksander Kwaśniewski na konferencji prasowej w październiku 2005 roku skrytykował ten artykuł tygodnika „Wprost” twierdząc, że „w ustawie o szkolnictwie wyższym nie ma nic, co pozwala na jakiekolwiek działania, które byłyby wątpliwe, nieprawne, a już na pewno związane z majątkiem jednej, drugiej, czy trzeciej uczelni” i uważał, że informacje w nim zawarte to jego zdaniem „kolejna hucpa”.